# Beriev Be-200
Beriev Be-200 (en ruso: Бериев Бе-200), alias Altair, es un avión anfibio multipropósito con motor de reacción diseñado en Rusia por la compañía Beriev que forma parte de United Aircraft Corporation. Se usa principalmente para la lucha aérea contra el fuego. El Be-200 es el único hidroavión a reacción del mundo.

## Diseño
Referencia datos: Beriev.com

### Características generales
- Tripulación: Mínima 2, piloto y copiloto.
- Capacidad: entre 30 hasta 72 pasajeros dependiendo de la configuración o versión.
- Carga: 12.000 kg de agua otras configuraciones (8.000 kg en la cabina, o 40-72 pasajeros, o 3000 kg junto con 30 pasajeros).
- Longitud: 32.05 m
- Envergadura: 32.7 m
- Altura: 8.9 m
- Peso vacío: 25340 kg
- Peso máximo al despegue: 37900 kg
- Planta motriz: 2× Turbofán Progress D-436, PowerJet SaM146 (estimado en 2021)[3].
  - Empuje normal: de empuje cada uno.

### Rendimiento
- Velocidad máxima operativa (Vno): 700 km/h
- Velocidad crucero (Vc): 560 km/h (ISA, 7,000 m)
- Alcance: 3600 km
- Radio de acción: km
- Alcance en combate: km
- Alcance en ferry: km
- Techo de vuelo: 8000 m

## Desarrollo
Después de la Segunda Guerra Mundial, el ingeniero aeronáutico Gueorgui Beríyev desarrollo una serie de aeronaves anfibias para la Unión Soviética. El avión se proyecta durante los años 80 según los requisitos de la Armada Soviética para reemplazar en un nuevo diseño, las aeronaves Be-12 y el Il-38. 
El primer prototipo vuela por primera vez el 24 de septiembre de 1998 y en junio de 1999 se muestra por primera vez en el París Air Show, atrayendo numerosa atención. 
El segundo prototipo vuela en 2002.
En septiembre de 2006 durante la sexta feria aeronáutica Hydroaviasalon de Gelendzhik, consigue 6 récords mundiales que se suman a 34 anteriores.
El primer Be-200ES para un cliente extranjero se entrega en 2008 para el gobierno de Azerbaiyán.

## Diseño

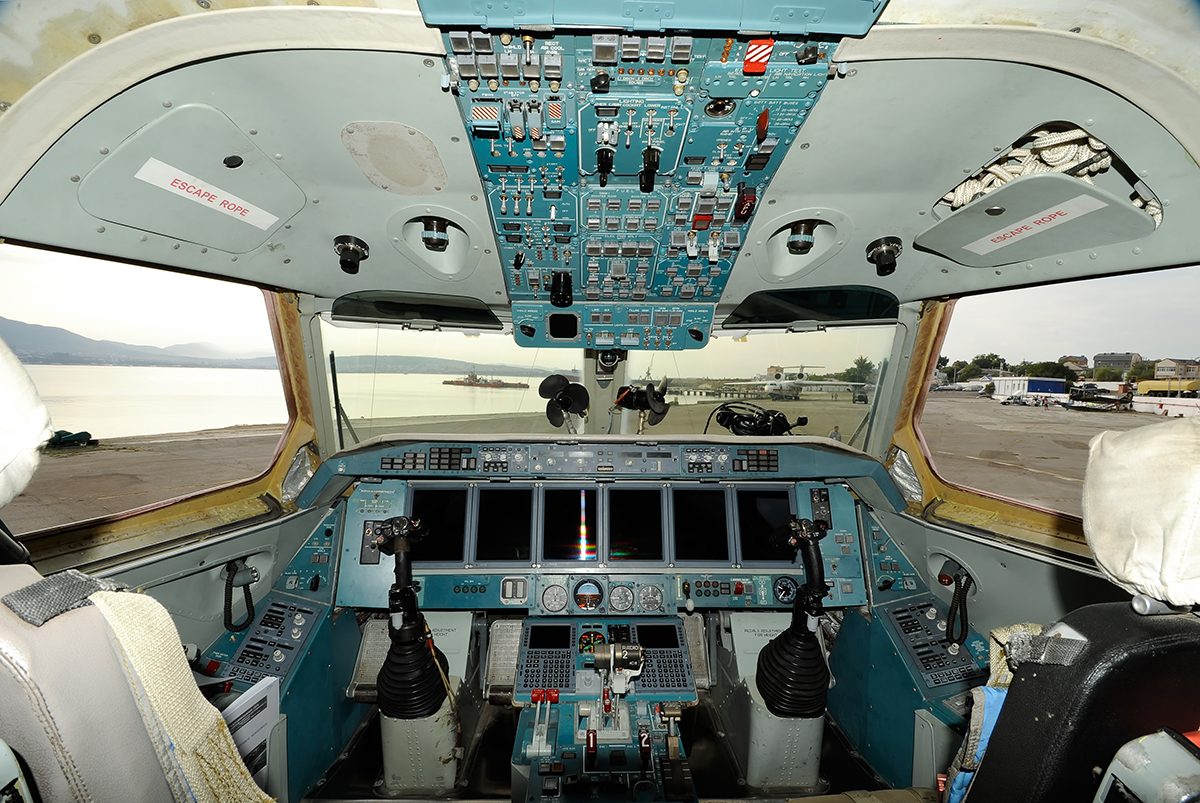
Interior de cabina de vuelo del Be-200, en 2010.

Avión de transporte pesado de largo alcance, de ala alta y bimotor. Las dos turbinas están instaladas sobre las alas, en la parte superior, al costado del fuselaje central facilitando los amerizajes o las cargas de agua. El tren de aterrizaje principal se recoge en el fuselaje, el tren delantero se guarda bajo el fuselaje central, en la parte de delantera, bajo la cabina de mando, en forma similar a otros aviones anfibios y mediante presión hidráulica. La cabina de pilotaje está digitalizada y dispone de dos puestos de mando para pilotos mediante palanca de mano o joystick.
Su capacidad anfibia le permite aterrizar en el agua, el mar, un río o en un pantano de agua de una represa, puede salir del agua sobre una plataforma de cemento, tierra y arena, con el tren de aterrizaje extendido y estacionarse sobre la tierra.
Una característica particular del Be-200 comparado a otros aviones anfibios, es que tiene un fuselaje totalmente presurizado, lo que le permite cumplir un amplio rango de diferentes misiones.
El diseño del Be-200 esta fundamentado según las FAR-25 (regulaciones federales de aviación) que le permiten tener más posibilidades a la ahora de obtener certificaciones internacionales según las normativas de las Administración Federal de Aviación (FAA) y la Joint Aviation Authorities (JAA). 

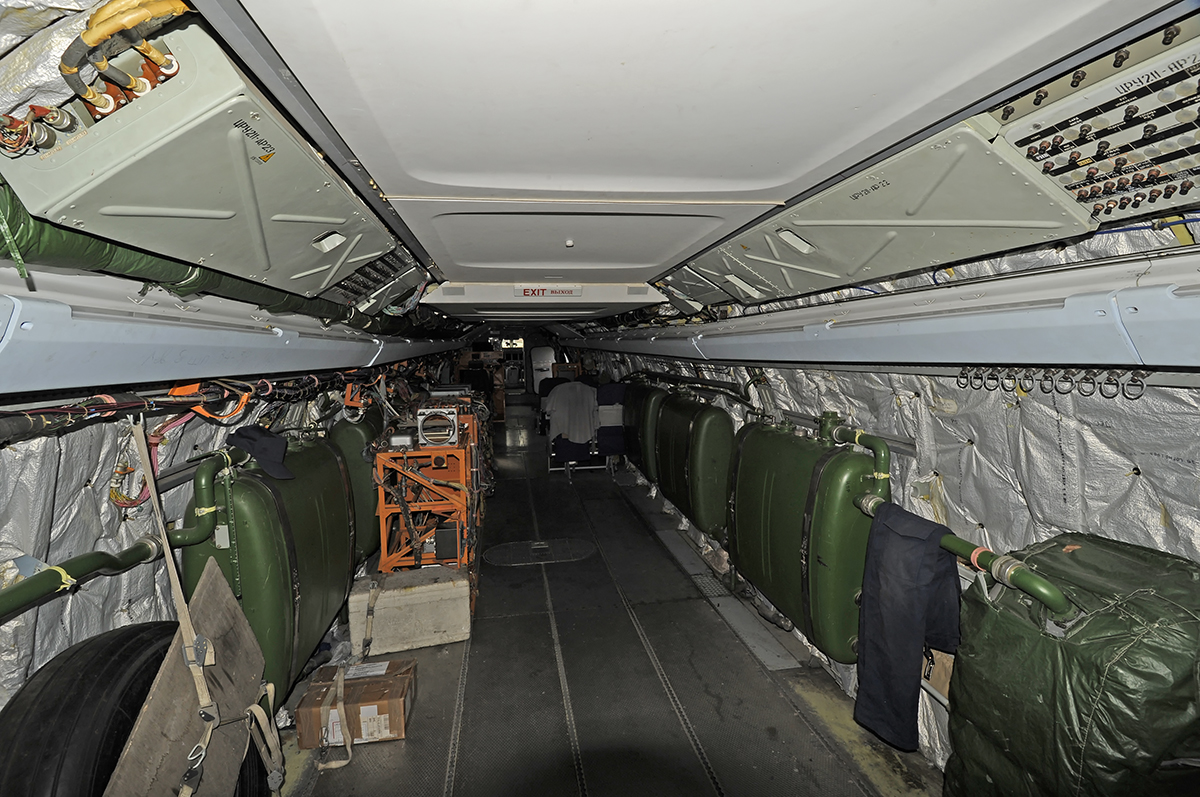
Foto del interior del Be-200.

### Configuración lucha contra-incendios
La aeronave puede llevar hasta 12 metros cúbicos de agua en su interior (el doble que el avión canadiense Bombardier 415), sin la necesidad de volver a la base, recogiéndola en cualquier espacio acuático de las dimensiones suficientes. Dispone también de un depósito de 1,2 metros cúbicos para agentes extintores de incendios químicos. Para cargar el agua necesita una velocidad entre 160 y 190 km/h, y un tiempo estimado para completarlo de 12 segundos. Puede descargar hasta 270 toneladas de agua sin repostar.
 

La configuración estándar incluye, una cabina con asientos para piloto y copiloto, dispone de un baño, hay 8 secciones que forman los depósitos principales de agua y están integrados en el interior del fuselaje, situados debajo del suelo del interior de la aeronave. La secuencia de descarga de agua se puede programar o configurar para que sea total, progresiva o parcial.

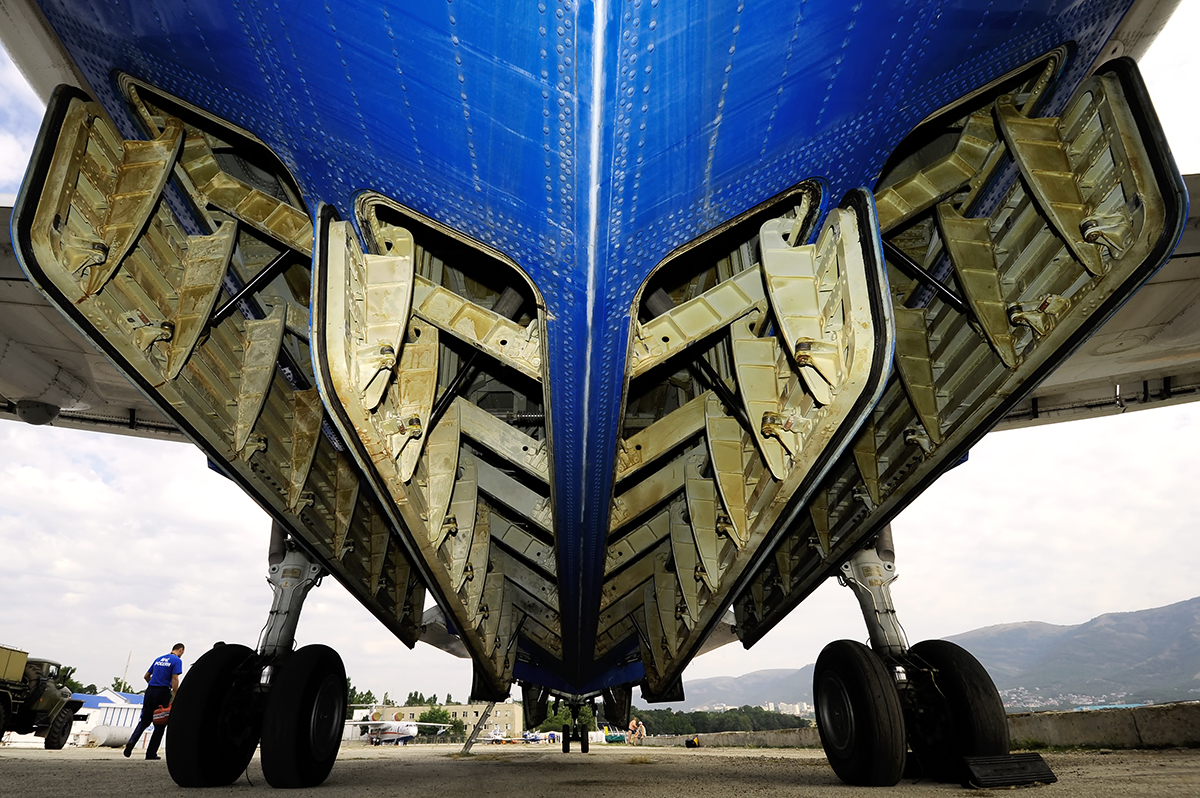
Imagen desde el suelo del Be-200 con las compuertas de descarga de agua abiertas.

## Variantes

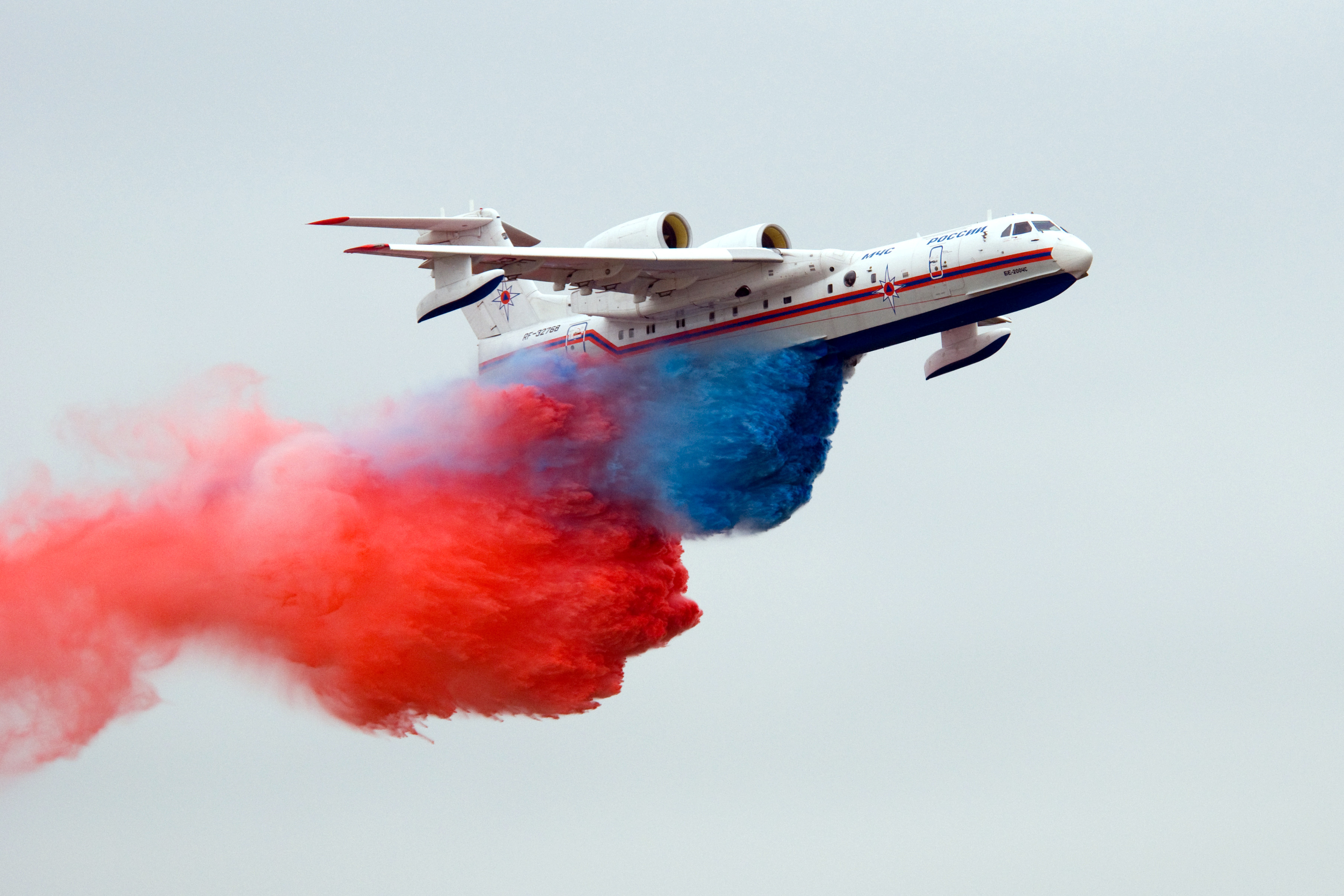
Be-200ChS en la décima edición del MAKS Airshow en 2009.

- Be-200: Modelo inicial de Beriev para el comienzo de la producción en serie, concretamente de dos aeronaves.[1]
- Be-200ES (por Emergency Services) o Be-200ChS (tansliteración de Бе-200ЧС): Versión modernizada y en serie, primera unidad presentada en 2017.[2][6]
- Be-200PS (por Patroll Survey) versión patrulla marítima.
- Be-210: Versión propuesta para el transporte de pasajeros, con posibilidad de transportar 72 pasajeros y un alcance máximo de 1850 kilómetros.
- Be-220: Versión propuesta como avión de patrulla marítima.

## Operaciones

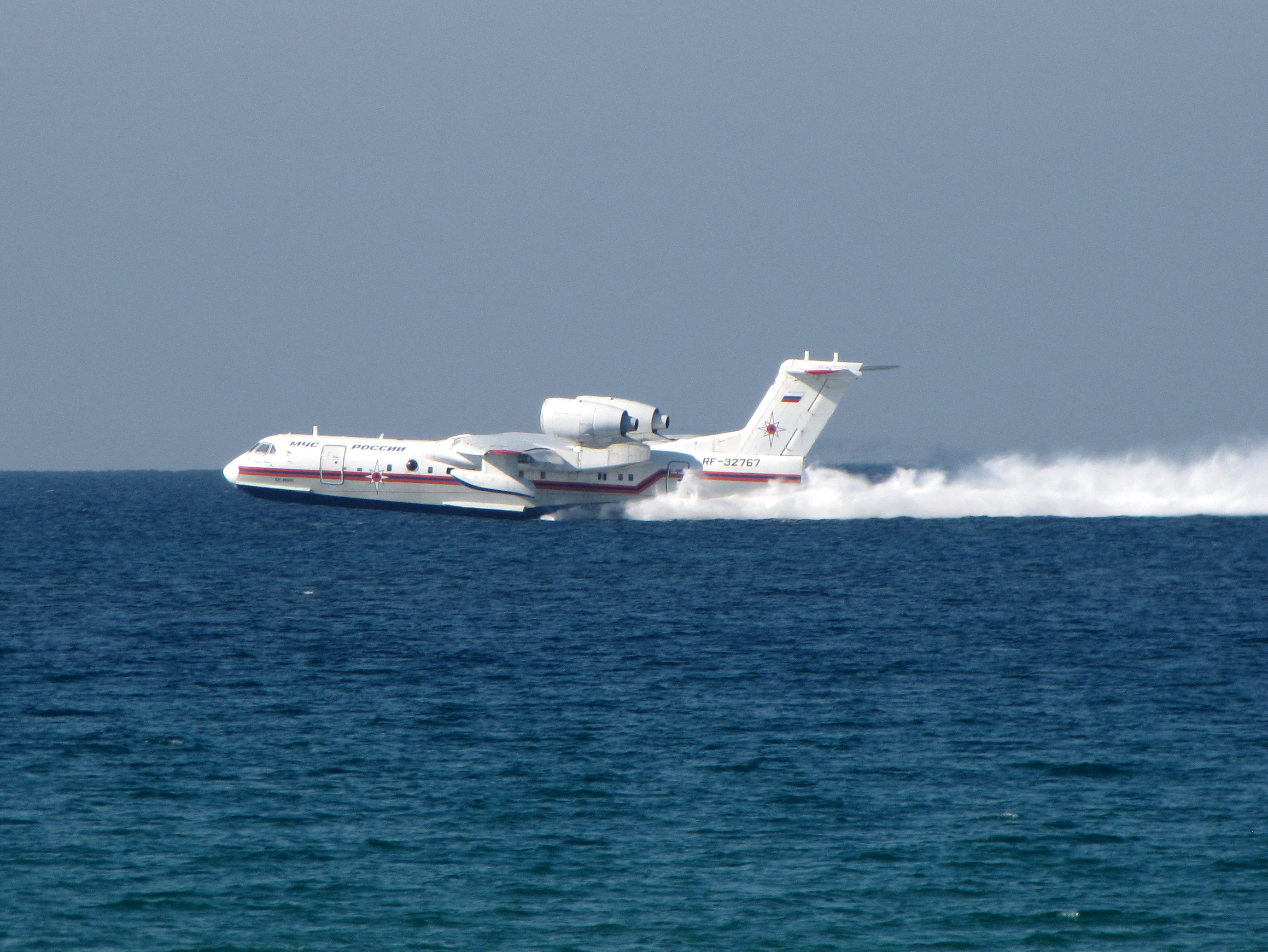
Be-200 cargando agua en el Mediterráneo para combatir el incendio forestal en Israel de 2010.

El avión anfibio Be-200ES ha participado desde sus inicios en distintas operaciones en la lucha contra el fuego:
- Italia en 2004 y 2005. Operación de Protezione Civile con base en la ciudad de Olbia, Cerdeña, con alcance de toda Italia en un máximo de 45 minutos o una hora. Se entrenaron 4 pilotos italianos y se operó con un grupo mixto ruso-italiano. En 20 minutos en el aire desde la activación.[7]
- Portugal en 2006, 2007 y 2016.[8] Con destacamento en la base aérea de Monte Real.
- Indonesia en 2006 .
- Grecia en 2007.
- Rusia desde el 2004 hasta la actualidad.
- Francia en 2011.
- Serbia en 2011 y 2012.
- Israel, en 2016.[9]

## Usuarios
Rusia
- El Ministerio de Situaciones de Emergencia compró 8 aviones Be-200 en septiembre de 2010.[10]

- El Ministerio de Defensa de Rusia compró 6 aviones (2 Be-200ES y 4 Be-200PS) en mayo de 2013. Hay otros 8 pedidos.[11][12]

 Azerbaiyán
Ministerio de Emergencias de Azerbaiyán, un avión Be-200ES con matrícula FHN-10201.

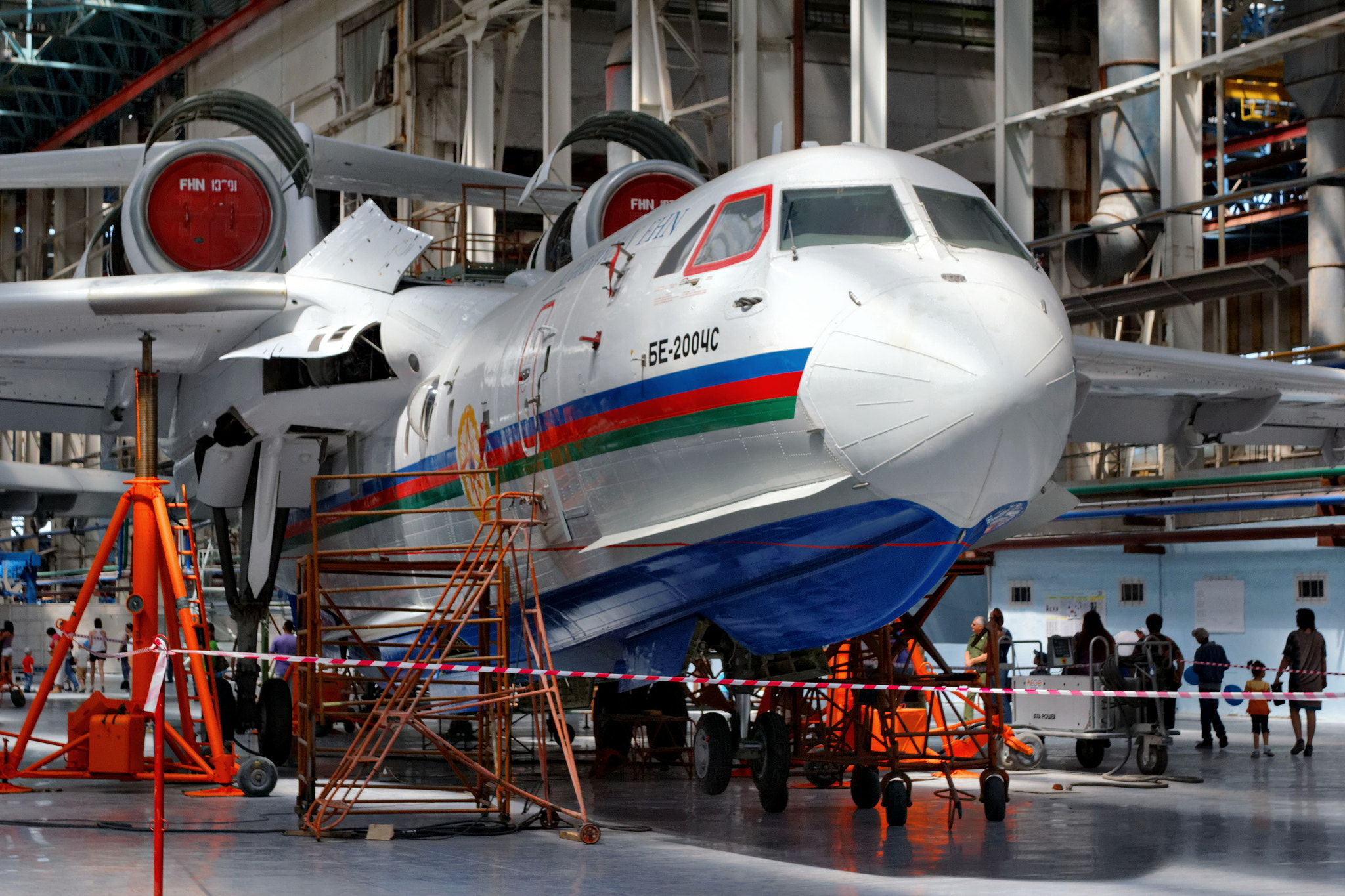
Imagen del avión Be-200 que opera el gobierno de Azerbaiyán.

### Futuro Usuario
Argelia
Ministerio de Defensa de Argelia, Argelia se encamina a la adquisición de seis aviones bombarderos acuáticos anfibios Beriev Be-200 con opción a otros dos aviones.
 Estados Unidos
Seaplane Global Air Services, cuatro Be-200ES en firme y con opción a seis más.
 China
Energy Leader Group, dos Be-200ES en firme y con opción a dos más.
 Chile
Asesorias SVR Ltda, en un principio cinco unidades, y actualmente siete Be-200ES en firme.

### Usuario potencial
Indonesia
La Fuerza Aérea del Ejército Nacional de Indonesia está interesada en varios Be-200.
 Argentina
El gobierno argentino firmó un memorándum interesándose por la posibilidad de adquirir Be-200.

### Desarrollos relacionados
- Beriev A-40

### Aeronaves similares
- McDonnell Douglas DC-10 versión modificada, no anfibia pero con motores a reacción.
- Martin 170 (JRM) Mars aunque actualmente obsoleto, ha sido uno de los mayores aviones anfibios de su categoría.
- Evergreen 747 Supertanker basado en el avión de transporte civil Boeing 747, es una modificación para la lucha contra el fuego. Aunque también es a reacción, no es anfibio.
- Bombardier 415,  antes Canadair CL-415, aunque es un avión anfibio, es un sistema de turbohélice limitando su capacidad de carga, velocidad y autonomía.

### Listas relacionadas
- Avión de patrulla marítima